# ثادق
ثادق هي مدينة سعودية والمركز الإداري لمحافظة ثادق التابعة لمنطقة الرياض.

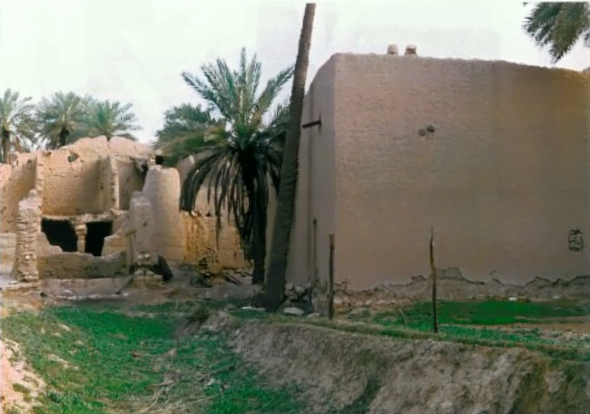

## الموقع
تقع المدينة في حضن طويق في (اللهزوم) منه وغربيها هضبة الغرابة والبكرات وشماليها العتك الأعلى (العتش)، وجنوبيها وادي عبيثران وهو وادي كبير يسيل من مرتفعات طويق وتعتبر محافظة ثادق قاعدة إقليم المحمل.
ولقد وصف بعض حدود ثادق شاعرها علي بن عويدي العويدي بقوله:

## وصلات خارجية
- الموقع الرسمي لمحافظة ثادق